# Randia lonicerioides
Randia lonicerioides là một loài thực vật có hoa trong họ Thiến thảo. Loài này được Dwyer & Lorence miêu tả khoa học đầu tiên năm 1987.